# NGC 1105
NGC 1105 (другие обозначения — IC 1840, MCG -3-8-4, NPM1G -15.0144, PGC 10333) — спиральная галактика (Sb) в созвездии Кит.
Этот объект входит в число перечисленных в оригинальной редакции «Нового общего каталога».
Фрэнк Ливенворт открыл NGC 1105 с помощью 26-дюймового рефрактора, расположенного в обсерватории Лиандера Маккормика. Как и у других слабых «туманностей», открытых с помощью этого же телескопа, координаты у этого объекта, определённые Ливенвортом, были с грубыми ошибками, особенно в прямом восхождении. Когда Герберт Хоу работал с 20-дюймовым рефрактором в обсерватории Чемберлена, он не смог найти ничего на этих координатах. Однако он сказал, что в четырёх минутах находится слабая туманность, и, поскольку Ливенворт наблюдал свою «туманность» только один раз, объекты могут быть идентичны. Джон Дрейер включил указанное Хоу прямое восхождение во второй Индекс-каталог.